# François-Joseph-Théodore Desandrouin
Pour les articles homonymes, voir Desandrouin.
François-Joseph-Théodore Desandrouin, parfois nommé François-Joseph Desandrouin ou Théodore Desandrouin, né le 9 février 1740 à Lodelinsart (aujourd'hui une section de Charleroi en Belgique) et mort le 28 juillet 1802 à Hardinghen en France, est un vicomte et un homme politique français, député de la noblesse pour le bailliage de Calais lors des États généraux de 1789, et un des premiers entrepreneurs du charbon français.
Contrairement à son père Jean-Jacques Desandrouin qui s'établit du côté d'Anzin, Fresnes-sur-Escaut et Vieux-Condé, François-Joseph-Théodore part exploiter la houille dans le Boulonnais. On lui doit un assez grand nombre de fosses. Il a été inhumé dans le cimetière du village, mais il n'y a plus de tombe connue au XXIe siècle.

## Biographie
Pierre Desandrouin-Desnoëlles meurt sans postérité le 29 mai 1764 à Hardinghen, bien qu'ayant épousé à Fresnes-sur-Escaut en 1732, Adrienne-Alexandrine de Carondelet de Noyelles. Il lègue ses mines et ses autres propriétés d'Hardinghen à son neveu François-Joseph-Théodore Desandrouin.
Celui-ci fait creuser les fosses du Réperchoir ou du Privilégié, du Bois de Saulx no 1, Saint-Ignace, du Privilège, Sainte-Marguerite no 1...
Le 9 juin 1771, le Conseil d'État rend un arrêté confirmatif du privilège précédemment accordé au duc d'Aumont et d'Humières, pour une nouvelle durée de trente ans, en faveur du duc Louis-Marie d'Aumont, son petit-neveu et héritier, et, après lui, de son fils, le duc de Villequier. C'était toujours le maintien de l'état de choses existantes, en raison des contrats qui ont assuré à la famille Desandrouin la jouissance des privilèges autres que ceux des hoirs de Fontanieu. En 1779, la fosse du Rocher est ouverte sous ce régime. Deux ans après, par acte du 23 décembre 1781, François-Joseph-Théodore Desandrouin s'associe avec Cazin-Cléry d'Honincthun. Ça a été la période de l'ouverture de la fosse Petite-Société, sur Hardinghen, et ensuite des fosses Hénichart, du Vieux-Rocher, du Gouverneur, Lefebvre, Pâture-Grasse, du Rocher (nouvelle) et du Verger-Blondin.

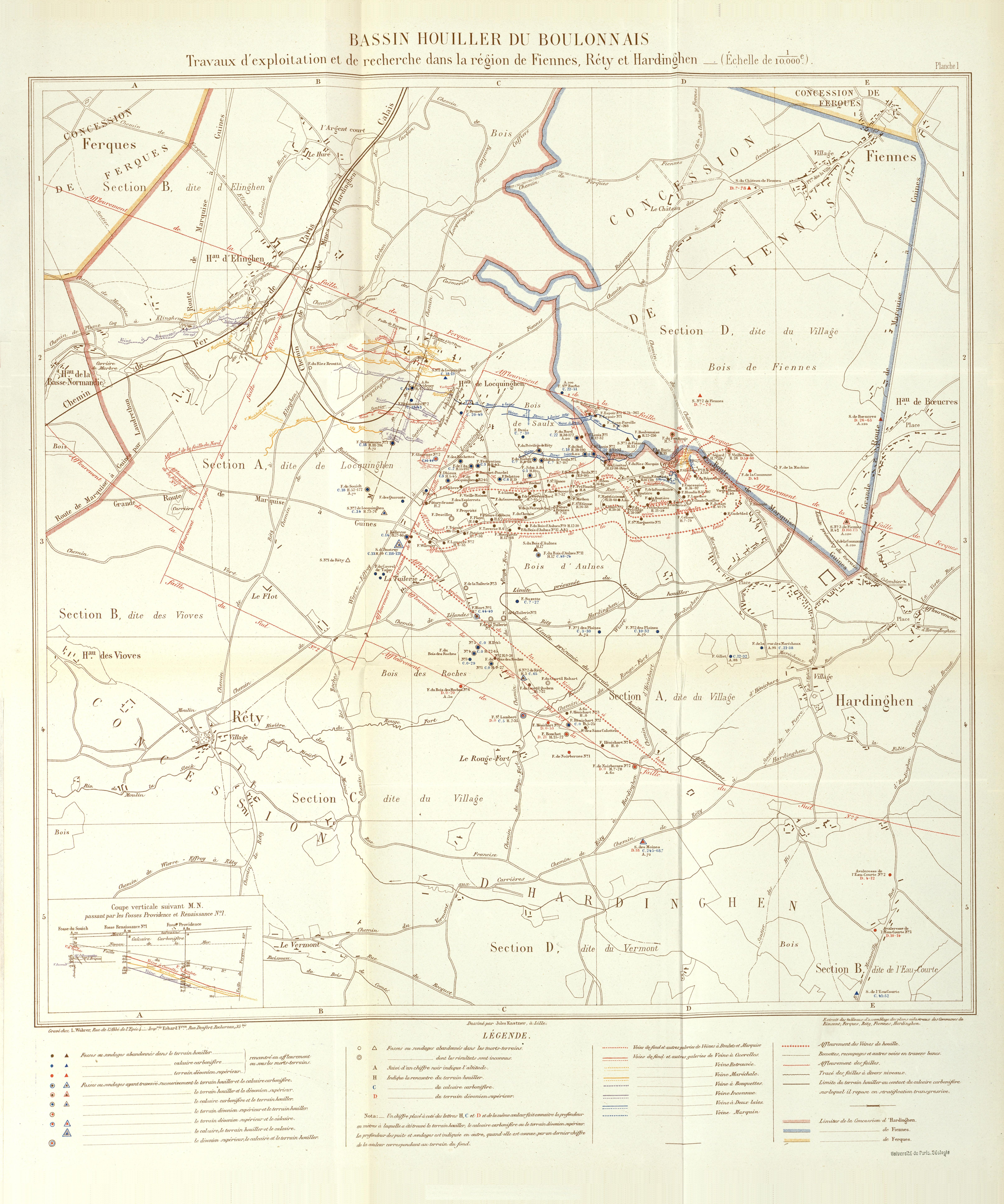
Carte de 1904 montrant les fosses ouvertes dans le Boulonnais.

Les 14 mars et 31 juillet 1784, des arrêts du Conseil d'État précisent les limites et conditions dans lesquelles il peut être fait usage du privilège confirmé en dernier lieu par l'arrêt de 1771, et définissent plus exactement les droits réservés aux propriétaires du sol. Ces arrêts sont rendus à propos de contestations survenues entre la société Desandrouin-Cazin, Pierre-Élisabeth de Fontanieu, fils de Gaspard-Moïse, et le sieur Desbarreaux, possesseurs : premièrement dans le bassin du bois des Roches, la première des fosses Hénichart, le deuxième de celles de Noirbernes, le troisième de celles de la Tuilerie ; deuxièmement dans le bassin principal d'Hardinghen, la première des fosses du Privilège et du Bois de Saulx no 1, le deuxième des fosses du Riez-Marquin et Sans-Pareille, le troisième de celle du Riez-Broutta. C'est qu'alors certains propriétaires font usage de leur droit d'exploiter sur leurs terrains.
François-Joseph-Théodore, chambellan de l'empereur d'Autriche, vicomte et baron d'Ardres, est, en 1789, député aux États-généraux, par la noblesse du Bailliage de Calais et d'Ardres. Il a été l'un de ceux qui se sont joints les premiers au Tiers-État. Il y a suivi le duc d'Orléans avec le duc d'Aiguillan, le marquis de la Tour Maubourg, le comte de Montmorency, Alexandre Lameth…
Après la dissolution de la Société Desandrouin-Cazin, survenue le 23 juin 1793, François-Joseph-Théodore Desandrouin passe un nouveau contrat, le 29 juin suivant, avec les deux fils Cazin-Cléry : Pierre-Élisabeth et Joseph-Alexis-Félix-Martin Cazin d'Honnincthun. C'est dans ces conditions qu'est sollicitée, sous le régime de la loi du 28 juillet 1791, par pétition du 3 complémentaire an VI (19 septembre 1798), la concession des mines de houille d'Hardinghen. Elle est accordée le 11 nivôse an VII (1er janvier 1800), et confirmée par un arrêté des consuls du 19 frimaire an IX (10 décembre 1800).
François-Joseph-Théodore meurt célibataire à Hardinghem, le 28 juillet 1802. Il est inhumé dans le cimetière de la paroisse, tandis que Pierre Desandrouin-Desnoëlles repose dans la chapelle de la Vierge qu'il avait fait construire et qui avait été achevée en 1752. À la mort de François-Joseph-Théodore, ses biens passent aux mains de ses sœurs et de son frère Pierre-Benoît.